# Sigrid Alegría
Sigrid Alegría Conrads (Rostock, 18 de junho de 1974) é uma atriz chilena.
Nasceu na República Democrática da Alemanha em virtude de seus pais estarem exilados, policitamente, neste país.
Sigrid iniciou a carreira artística em 1998 e atualmente é contratada na Mega (Megavisión)

## Filmografia
- 1997 Pasión Gitana no papel de Julieta;
- 2003 Sexo con Amor no papel Luisa Arratia;
- 2004 Mujeres Infieles no papel de Cristina Mujica;
- 2005 Paréntesis no papel de Pola Carmona;
- 2008 Mansacue .

## Ligação externa
- Sigrid Alegría. no IMDb.